# Symplocos khasiana
Symplocos khasiana är en tvåhjärtbladig växtart som beskrevs av August Brand. Symplocos khasiana ingår i släktet Symplocos och familjen Symplocaceae. Inga underarter finns listade i Catalogue of Life.